# Ölbaumgewächse
Die Pflanzenfamilie der Ölbaumgewächse (Oleaceae) gehört zur Ordnung der Lippenblütlerartigen (Lamiales). Die etwa 25 Gattungen mit etwa 600 Arten sind in allen Erdteilen und Klimazonen von den gemäßigten Gebieten bis zu den Tropen verbreitet. Zu den in Mitteleuropa verbreitetsten Arten gehören unter anderem Esche und Liguster sowie die beliebten Garten-Zierpflanzen Flieder und Forsythie („Goldflieder“).

## Beschreibung

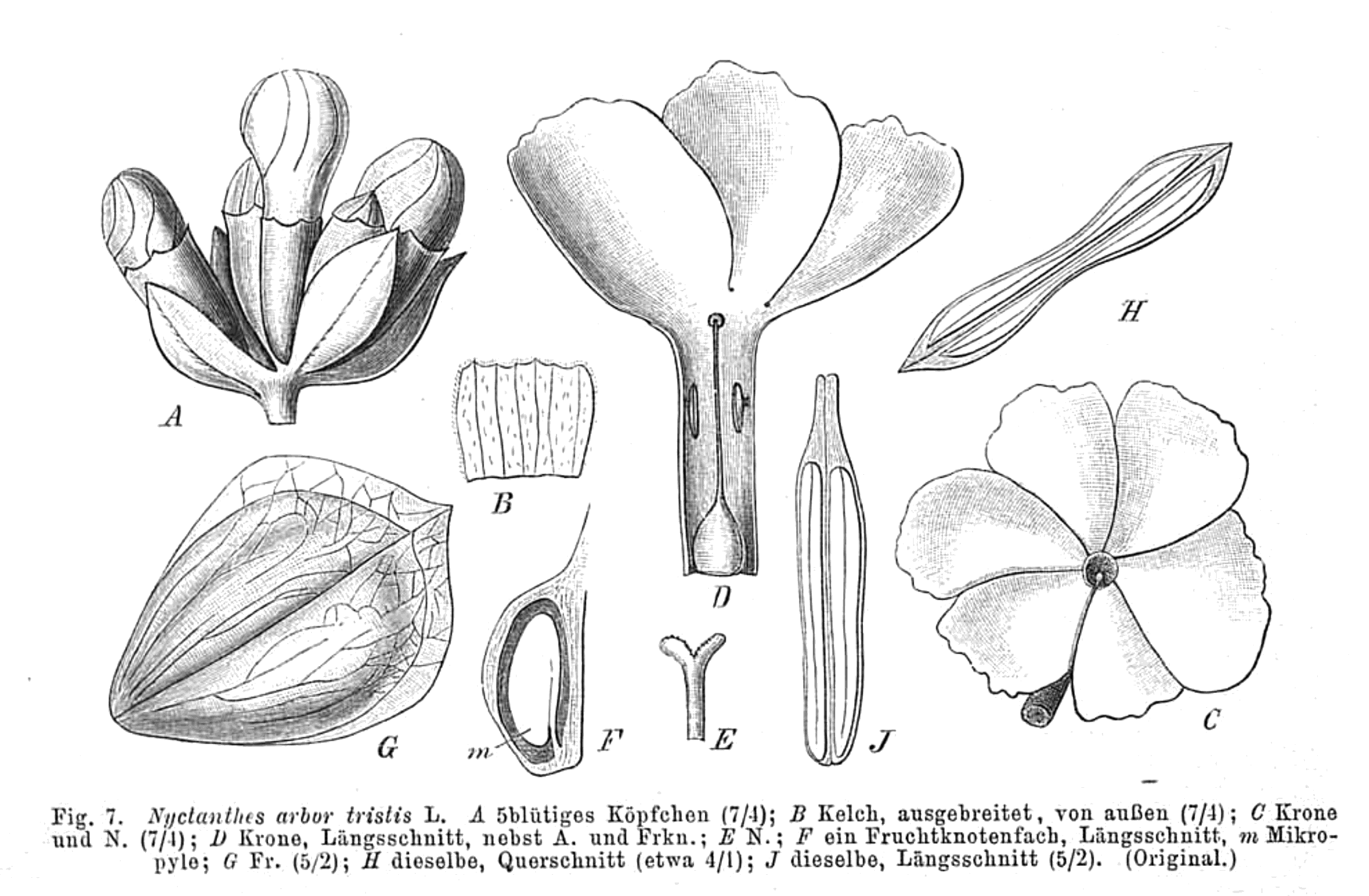
Illustration von Nyctanthes arbor-tristis

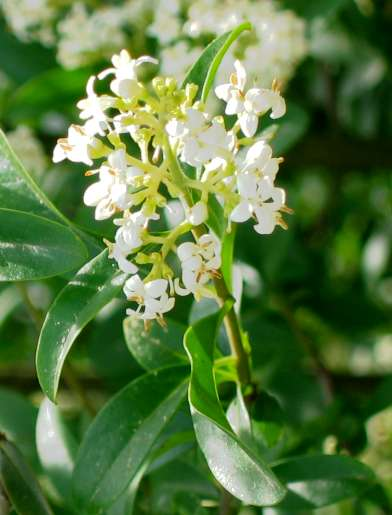
Zweig mit Laubblättern und Blütenstand des Gewöhnlichen Liguster (Ligustrum vulgare)

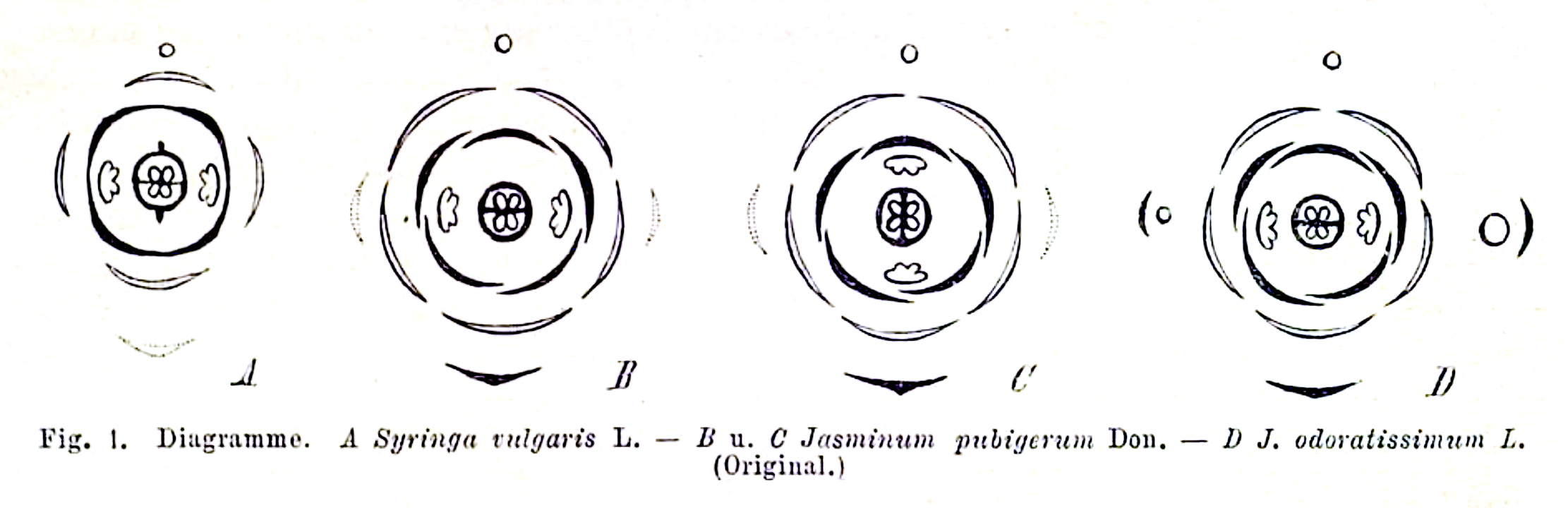
Blütendiagramme von A: Syringa vulgaris, B/C: Jasminum humile Syn.: Jasminum pubigerum, D: Jasminum odoratissimum

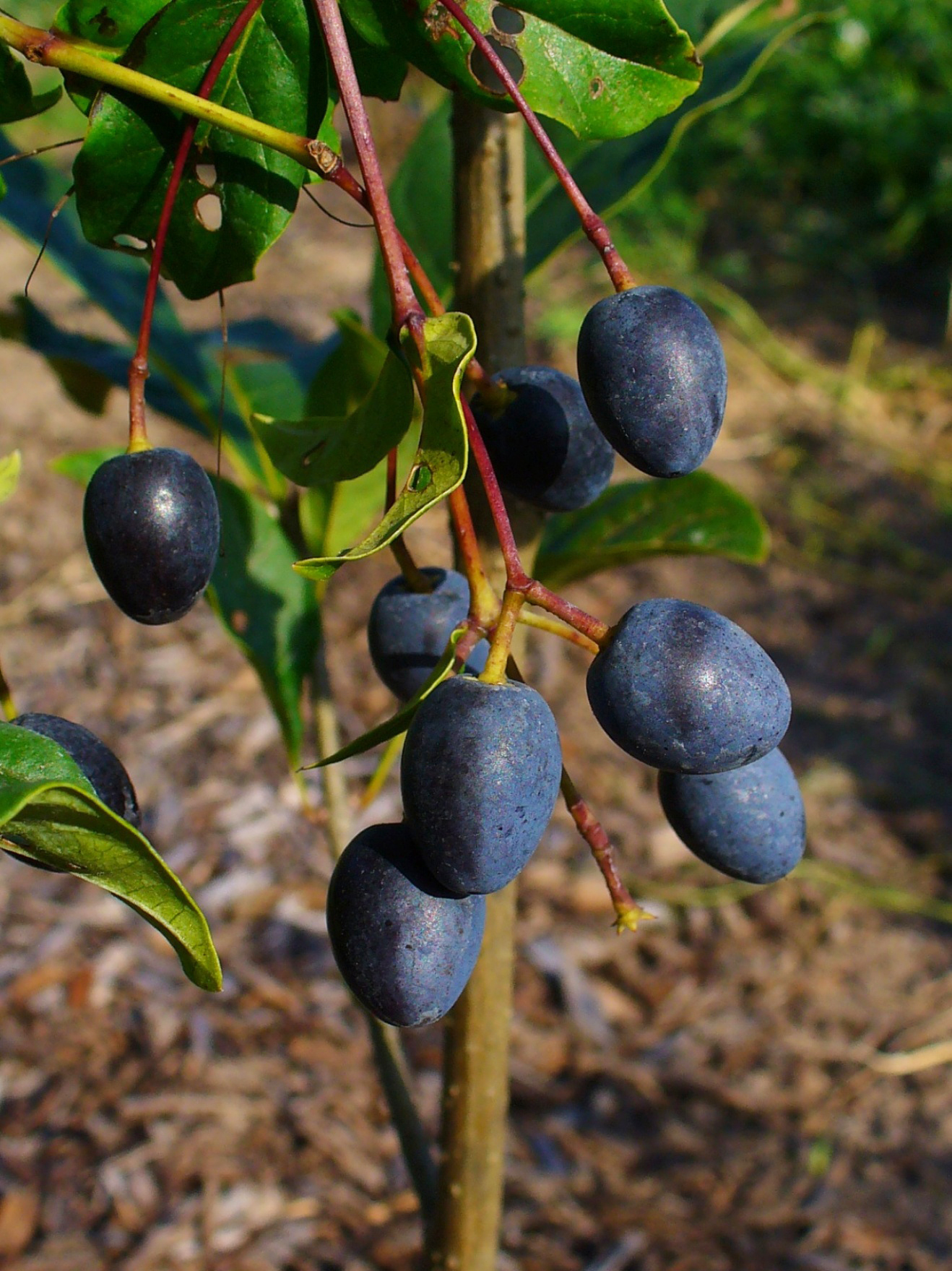
Früchte von Chionanthus virginicus

### Vegetative Merkmale
Es sind immergrüne oder laubabwerfende, verholzende Pflanzen: vor allem Bäume und Sträucher, außerdem gibt es einige Lianen. Sie wachsen selbständig aufrecht oder kletternd, bei der Gattung Jasminum winden sich die Sprossachsen gegen den Uhrzeigersinn. Das sekundäre Dickenwachstum erfolgt von einem konventionellen Kambiumring ausgehend. Es sind komplexe Haare (Trichome), die meist schildförmig sind, vorhanden; es können Drüsenhaare vorhanden sein (Indument). Die Rinde besitzt Lentizellen. Die vegetativen Knospen besitzen Knospenschuppen.
Die fast immer gegenständig, selten wechselständig oder wirtelig angeordneten Laubblätter sind in Blattstiel und Blattspreite gegliedert. Die dorsiventralen Blattspreiten sind einfach oder zusammengesetzt; wenn sie zusammengesetzt sind, dann sind sie drei- oder mehrteilig unpaarig gefiedert. Die Blattränder sind glatt, gesägt oder gezähnt. Sie sind fieder- oder handnervig. Die meist anomocytischen Stomata befinden sich meist nur auf der Blattunterseite. Es sind keine Nebenblätter vorhanden.

### Generative Merkmale
Die Blüten stehen einzeln oder in end- oder seitenständigen, ganz unterschiedlich aufgebauten (zymösen, rispigen, traubigen, doldigen oder bündeligen) Blütenständen zusammengefasst. Die Blüten sind meist zwittrig, selten eingeschlechtig; wenn sie eingeschlechtig sind, dann kann je nach Art Monözie, Diözie oder Subdiözie vorliegen.
Die oft duftenden Blüten sind meist radiärsymmetrisch, meist vierzählig und meist mit doppelter Blütenhülle (gelegentlich sind alle Blütenhüllblätter wie Kronblätter gleich geformt). Die meist vier (selten keine oder bis zu 16) Kelchblätter sind paarweise oder alle röhrig verwachsen oder selten fast frei. Die meist vier, selten keine (bei Nestegis, Forestiera und windbestäubten Fraxinus) oder bis zu 16 Kronblätter sind meist verwachsen. Es ist nur der innere Staubblattkreis vorhanden: selten sind es vier, meist nur zwei fertile Staubblätter; sie sind untereinander frei; sie können mit den Blütenhüllblättern verwachsen sein. Manchmal ist kein Staubfaden erkennbar, die Staubbeutel sind dann also sitzend. Die dorsifixen oder basifixen Staubbeutel öffnen sich mit einem Längsschlitz und besitzen keine Anhängsel. Zwei Fruchtblätter sind zu einem oberständigen (synkarpen), zweikammerigen Fruchtknoten verwachsen. Je Fruchtknotenkammer sind meist zwei (eine bis fünfzig) hängende oder aufsteigende, anatrope oder amphitrope, unitegmische, tenuinucellate Samenanlagen in zentralwinkelständiger Plazentation vorhanden. Der einfache Griffel endet in einer meist zweilappigen Narbe.
Es werden ganz unterschiedliche Früchte gebildet: lokulizide Kapselfrüchte, Beeren, Steinfrüchte, oder holzige Zerfallfrüchte, letztere sind oft geflügelt. Die Früchte enthalten nur ein bis vier Samen. Wenn die Samen Endosperm besitzen dann ist es ölhaltig. Der gerade, chlorophylllose Embryo besitzt zwei Keimblätter (Kotyledonen) und ein auf- oder abwärts gerichteter Radicula.

### Chromosomensätze
Die Chromosomengrundzahlen betragen x = 10, 11, 13, 14, 23 oder 24.

## Inhaltsstoffe
Alkaloide sind meist vorhanden. Bei vier Gattungen wurden Verbascoside nachgewiesen. Saponine und Flavonole (Quercetin, und/oder Kaempferol) können vorhanden sein. Ursolsäure ist vorhanden.

## Systematik und Verbreitung

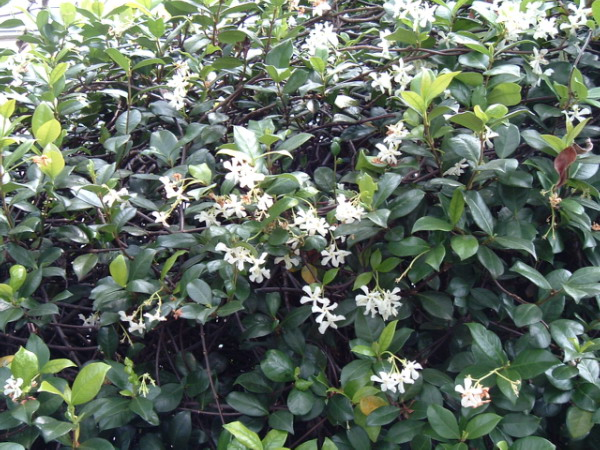
Tribus Jasmineae: Habitus, Laubblätter und Blüten von Jasminum azoricum

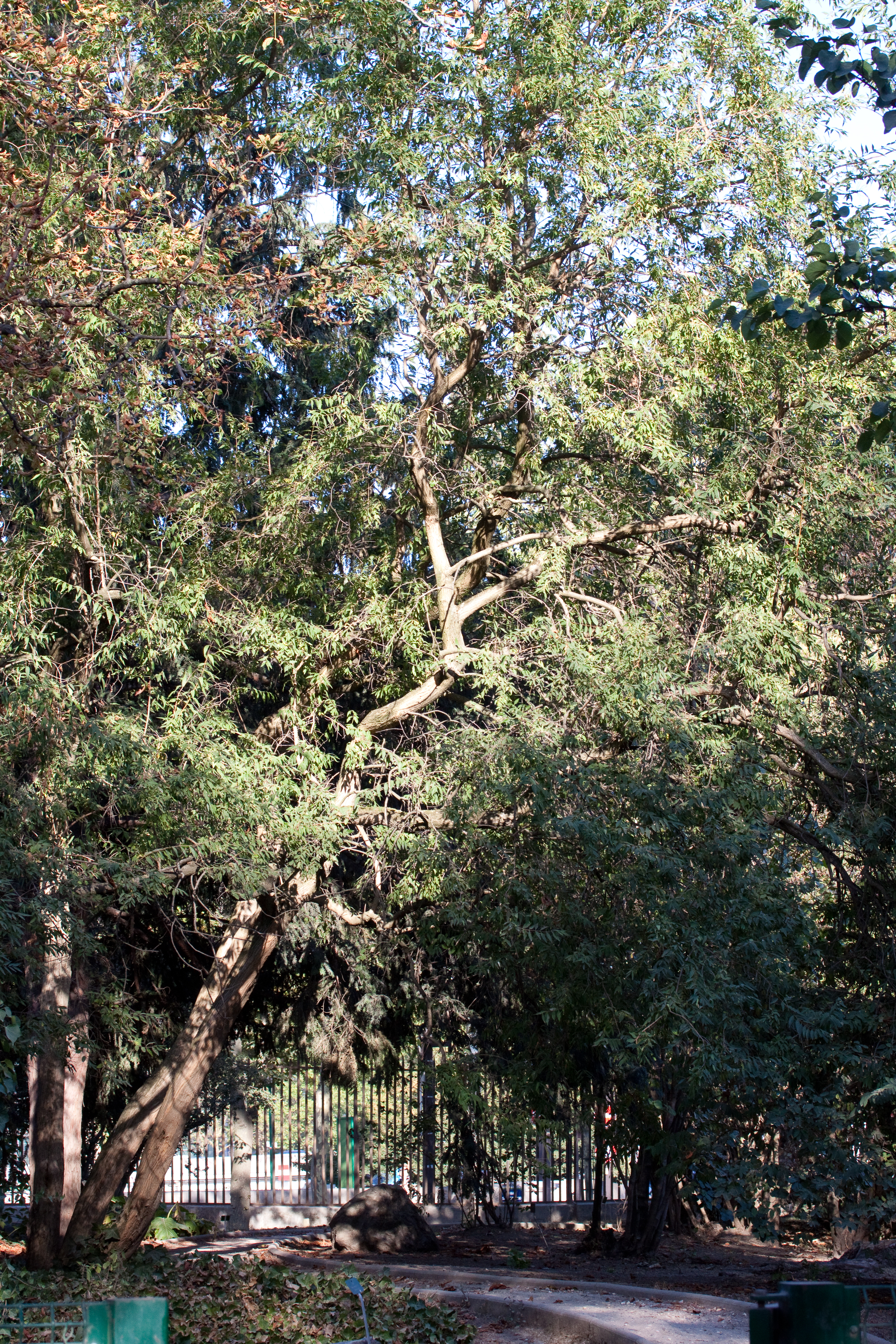
Tribus Fontanesieae: Fontanesia fortunei

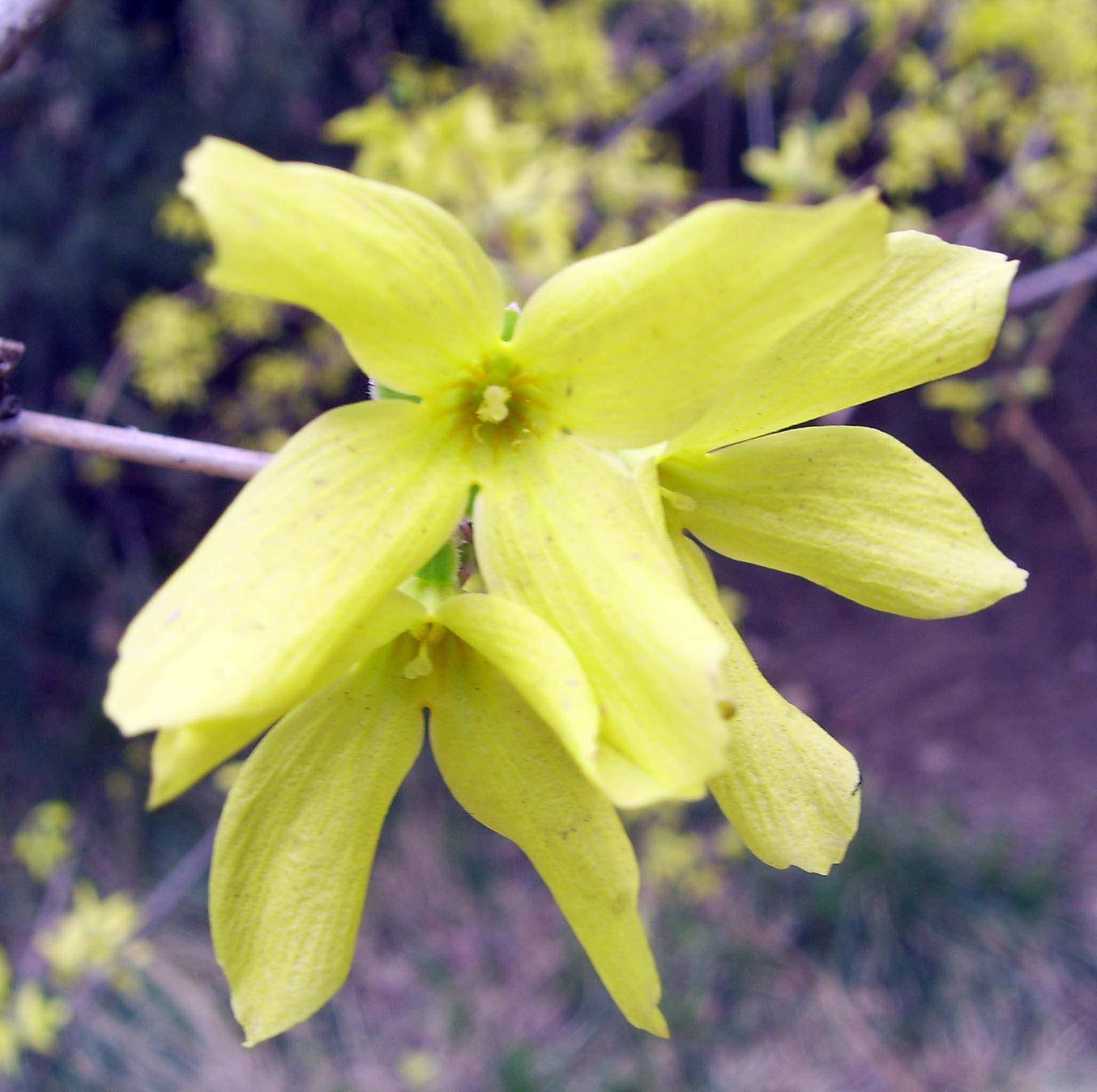
Tribus Forsythieae: Forsythia viridissima

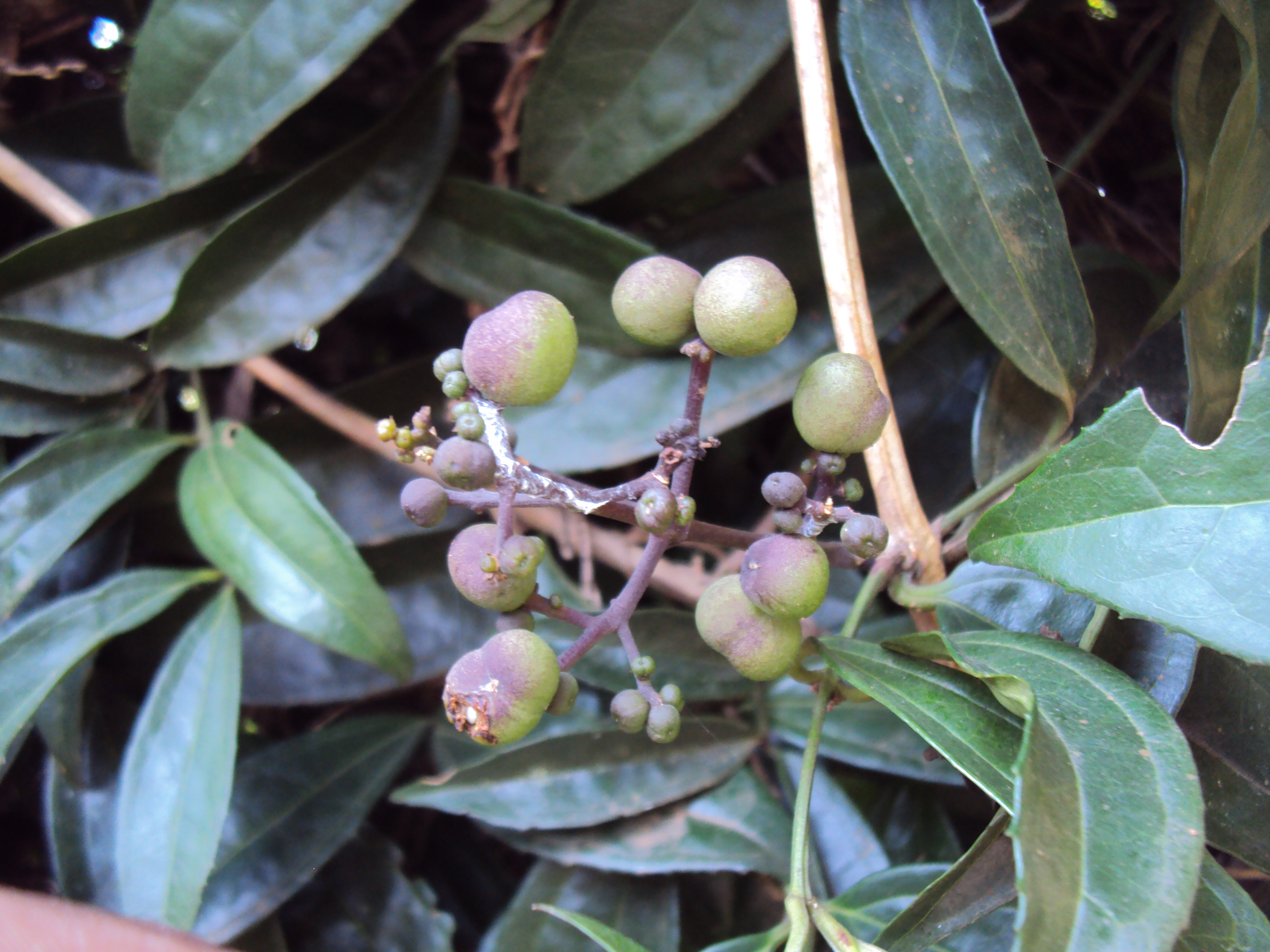
Tribus Myxopyreae: Laubblätter und Früchte von Myxopyrum smilacifolium

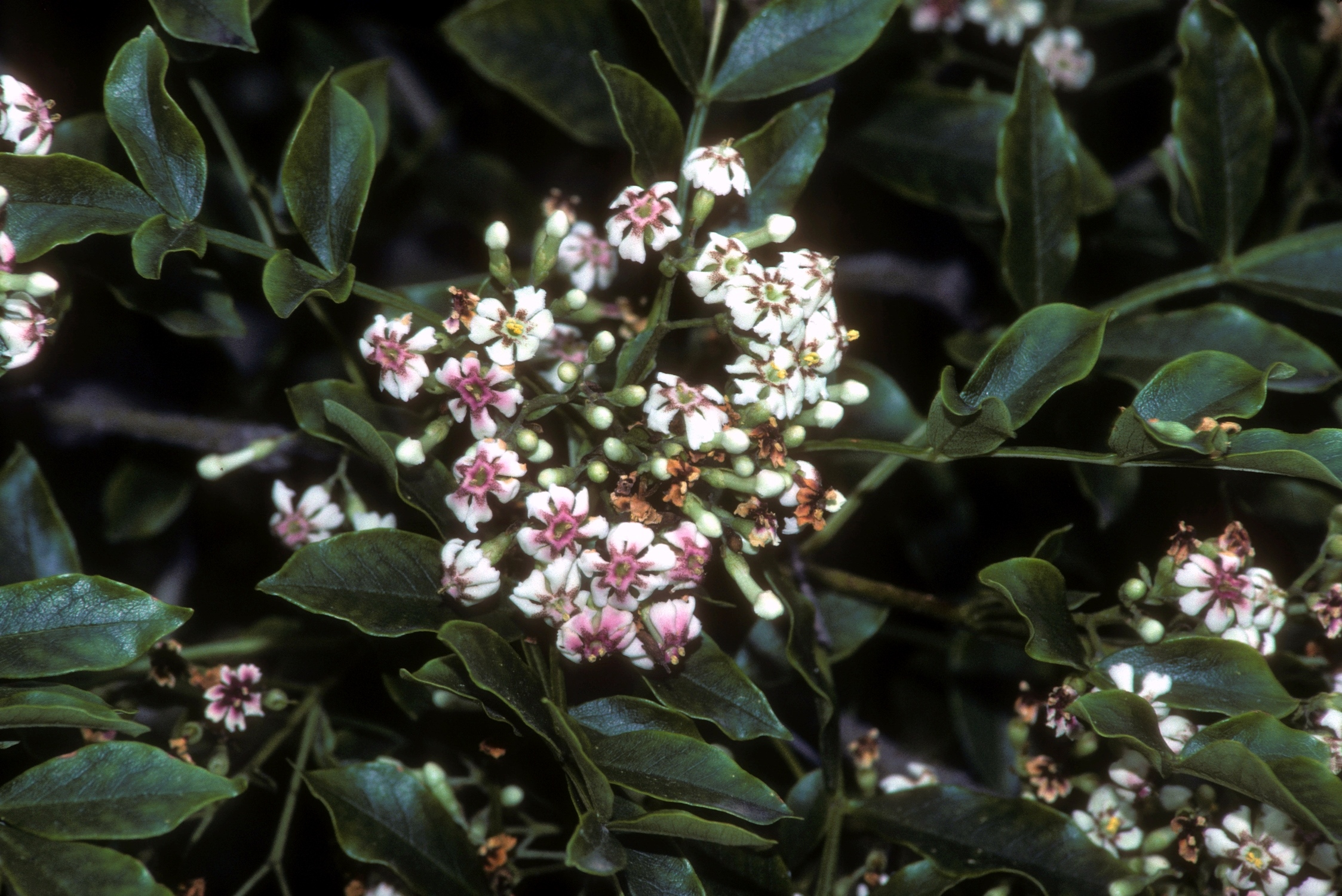
Tribus Oleeae Subtribus Schreberinae: Blütenstand von Schrebera alata

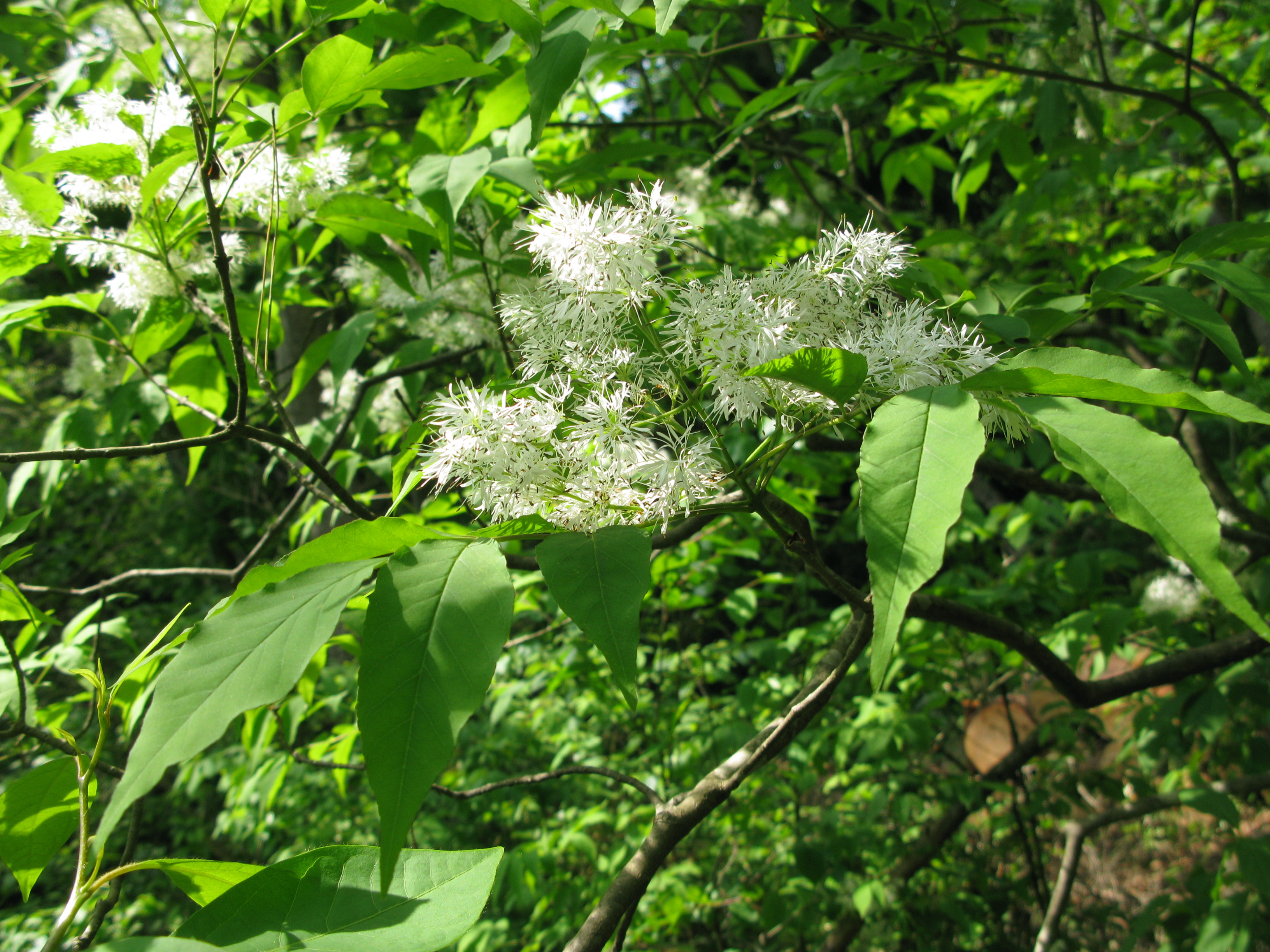
Tribus Oleeae Subtribus Fraxininae: Fraxinus sieboldiana

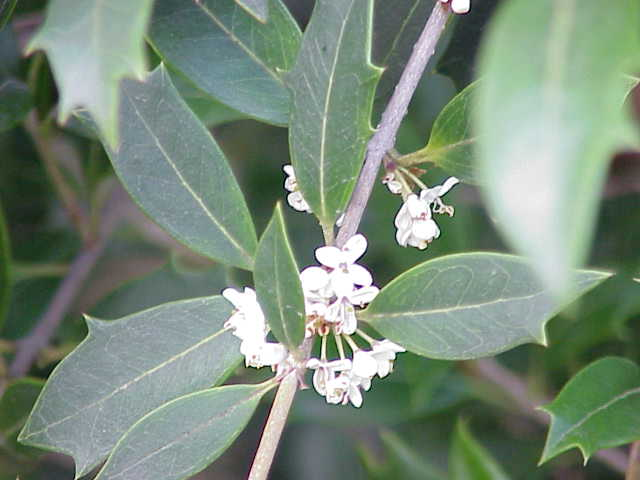
Tribus Oleeae Subtribus Oleinae: Zweig mit Laubblättern und Blüten von Osmanthus heterophyllus

### Taxonomie
Die Familie Oleaceae wurde 1809 von Johann Centurius von Hoffmannsegg und Johann Heinrich Friedrich Link in Flore portugaise ou description de toutes les ..., Band 1, S. 62 aufgestellt. Typusgattung ist Olea L. Synonyme für Oleaceae Hoffmanns. & Link nom. cons sind: Bolivariaceae Griseb., Forestieraceae Meisn., Fraxinaceae Vest, Jasminaceae Juss., Lilacaceae Vent. nom. illeg., Nyctanthaceae J.Agardh, Syringaceae Horan.

### Innere Systematik mit Gattungen und ihrer Verbreitung
Die etwa 25 Gattungen mit etwa 600 Arten sind in allen Erdteilen und Klimazonen von den gemäßigten Gebieten bis zu den Tropen verbreitet. In China kommen zehn Gattungen mit 160 Arten vor, davon 95 nur dort. China ist das Zentrum der Artenvielfalt der Gattungen Forsythia, Syringa, Osmanthus und Ligustrum.
Die Familie Oleaceae wird in fünf Tribus und vier Subtribus gegliedert und enthält 25 bis 28 Gattungen mit etwa 600 (400 bis 900) Arten:
- Tribus Jasmineae Lam. & DC.: Nach Enrico Banfi 2014 hat für die Arten der früheren Sektion Jasminum sect. Alternifolia eine eigene Gattung Chrysojasminum aufgestellt.[8] Die Tribus enthält seither drei Gattungen:[9]
  - Chrysojasminum Banfi: Die etwa zehn Arten sind in der Alten Welt von Makaronesien über den Mittelmeerraum, West- sowie Zentralasien, auf dem Indischen Subkontinent und vom Himalaja bis China und von Ost- bis Zentralafrika verbreitet.[7][8] Darunter:
    - Strauch-Jasmin (Chrysojasminum fruticans (L.) Banfi, Syn.: Jasminum fruticans L.)
    - Niedriger Jasmin (Chrysojasminum humile (L.) Banfi, Syn.: Jasminum humile L.)

  - Jasminum L. (Syn.: Mogorium Juss., Noldeanthus Knobl.): Die etwa 190 Arten sind im tropischen bis subtropischen Afrika, Asien und Australien bis China und den Pazifischen Inseln verbreitet.[7][8]
  - Menodora Humb. & Bonpl. (Syn.: Bolivaria Cham. & Schltdl., Calyptrospermum A.Dietr., Menodoropsis Small): Die etwa 22 bis 26 Arten besitzen ein disjunktes Areal im subtropischen Nord-, Zentral- und Südamerika sowie im südlichen Afrika.[6][7][8]
- Tribus Fontanesieae L.Johnson:[6][7] Sie enthält nur eine Gattung:[6][7]
  - Fontanesia Labill. (Syn.: Desfontainesia Hoffmanns.): Sie enthält nur zwei Arten (die auch als Unterarten einer Art angesehen werden können):[8][6][7]
    - Fontanesia fortunei Carrière (Syn.: Fontanesia phillyreoides subsp. fortunei (Carrière) Yalt.): Sie gedeiht in Höhenlagen von 0 bis 800 Metern in den chinesischen Provinzen Anhui, Hebei, Henan, Hubei, Jiangsu, Shaanxi, Shandong sowie Zhejiang.[5]
    - Fontanesia philliraeoides Labill.: Sie kommt von der Türkei bis zum Libanon sowie im südöstlichen Sizilien vor.[8]
- Tribus Forsythieae L.Johnson: Sie enthält nur zwei Gattungen:[6]
  - Abeliophyllum Nakai: Sie enthält nur eine Art:[6]
    - Abeliophyllum distichum Nakai: Sie kommt nur in Südkorea vor.[8][6]

  - Forsythien (Forsythia Vahl, Syn.: Rangium Juss.): Die 11 bis 13 Arten sind in Ostasien und mit nur einer Art auch in Südosteuropa verbreitet.[8][6][7]
- Tribus Myxopyreae Boerlage: Sie enthält etwa drei Gattungen:[6][7]
  - Dimetra Kerr: Sie enthält nur eine Art:[8][6][7]
    - Dimetra craibeana Kerr: Sie kommt nur im nordöstlichen Thailand vor.[8][6][7]

  - Myxopyrum Blume (Syn.: Chondrospermum Wall. ex G.Don): Die nur vier Arten sind vom Indischen Subkontinent über Indochina und die chinesische Insel Hainan bis  Malesien verbreitet.[8][6][7]
  - Nyctanthes L. (Syn.: Bruschia Bertol., Omolocarpus Neck., Pariaticu Adans., Parilium Gaertn., Scabrita L.): Die nur zwei Arten sind im tropischen und subtropischen Süd- und Südostasien verbreitet:[8][6][7]
    - Nyctanthes aculeata Craib: Sie kommt in Thailand vor.[8]
    - Nyctanthes arbor-tristis L.: Sie kommt vom Himalaja bis Indochina und von Sumatra bis Java vor.[8] Sie wird in den Tropen wegen ihrer duftenden Blüten kultiviert und dient als Heilpflanze.[2]
- Tribus Oleeae Dum.: Sie enthält vier Subtribus:[6][7]
  - Subtribus Ligustrinae: Sie enthält nur zwei Gattungen:
    - Liguster (Ligustrum L.): Die etwa 45 Arten sind in gemäßigten bis tropischen Gebieten Eurasiens, Nordafrikas und Australiens verbreitet und in Nordamerika Neophyten.[8]
    - Flieder (Syringa L.): Die etwa zwölf Arten kommen ursprünglich von Südosteuropa bis zum Himalaja und Japan vor; eine Art ist in Nordamerika ein Neophyt.[8]

  - Subtribus Schreberinae Wallander & V.A.Albert: Sie enthält nur zwei Gattungen:[6][7]
    - Comoranthus Knobl.: Von den drei Arten kommen zwei auf Madagaskar und eine auf Mayotte vor.[8]
    - Schrebera Roxb.: Die etwa acht Arten sind im tropischen und südlichen Afrika, von Indien bis Borneo, auf Madagaskar und im nordwestlichen Peru verbreitet.[8]

  - Subtribus Fraxininae Wallander & V.A.Albert: Sie enthält nur eine Gattung:[6][7]
    - Eschen (Fraxinus L.): Die etwa 50 Arten sind hauptsächlich in gemäßigten und subtropischen Regionen auf der Nordhalbkugel verbreitet.

  - Subtribus Oleinae Wallander & V.A.Albert: Sie enthält 13[6] bis 15[7] Gattungen:
    - Cartrema Raf. (Syn.: Amarolea Small, Olea sect. Leiolea Spach, Osmanthus sect. Leiolea (Spach) P.S.Green, Osmanthus subg. Amarolea (Small) Tzvelev): Die seit 2015 etwa sechs Arten sind von den östlichen USA bis Honduras und von Assam bis ins südliche China und Sumatra verbreitet.[10][11][8]
    - Chengiodendron C.B.Shang, X.R.Wang, Yi F.Duan & Yong F.Li: Sie wurde 2020 aufgestellt. Die drei Arten sind von Assam über Indochina bis China, Taiwan und die Ryūkyū-Inseln verbreitet.[12][8]
    - Schneebäume (Chionanthus L.): Die 80 bis 141 Arten sind von den USA bis zum tropischen und subtropischen Amerika und vom tropischen und subtropischen Asien bis Japan und zu den Inseln des südwestlichen Pazifik verbreitet.[8]
    - Forestiera Poir.: Die etwa 21 Arten sind von den Vereinigten Staaten über bis Panama, auf Karibischen Inseln und in Ecuador weitverbreitet.[8]
    - Haenianthus Griseb.: Die drei Arten kommen auf den Karibischen Inseln Kuba, Hispaniola, Jamaika und Puerto Rico vor.[8]
    - Hesperelaea A.Gray: Die einzige Art:
      - Hesperelaea palmeri A.Gray, wurde 1875 im Ostteil der zu Mexiko gehörenden Insel Guadalupe westlich von Niederkalifornien gesammelt und im folgenden Jahr erstbeschrieben; sie wurde seither nicht mehr gefunden und gilt als ausgestorben.[8]

    - Nestegis Raf.: Von den etwa fünf Arten kommen vier in Neuseeland sowie auf den Norfolk-Inseln und eine Art auf Hawaii vor.[8]
    - Noronhia Stadtm. ex Thouars: Die etwa 93 Arten kommen im tropischen und südlichen Afrika und auf Inseln im westlichen Indischen Ozean vor.[8]
    - Notelaea Vent.: Die etwa zwölf Arten sind im östlichen und südöstlichen Australien einschließlich Tasmanien verbreitet.[8]
    - Ölbäume (Olea L., Syn.: Enaimon Raf., Leuranthus Knobl., Steganthus Knobl., Stereoderma Blume, Tetrapilus Lour.): Die etwa 34 Arten sind in der Alten Welt im Mittelmeerraum und von Nordafrika über das tropische bis ins südliche Afrika, in Südasien, östlichen Australien sowie Neukaledonien weitverbreitet.
    - Duftblüten (Osmanthus Lour., Syn.: Pausia Raf., Siphonosmanthus Stapf): Die etwa 29 Arten sind von der Türkei über den Himalaja und den subtropischen Bereich Südostasiens bis Japan und in Neukaledonien verbreitet.[8][10][12]
    - Steinlinden (Phillyrea L.): Die nur zwei Arten sind vom Mittelmeerraum mit Nordafrika bis Westasien verbreitet.[8]
    - Picconia DC.: Sie enthält zwei Arten in Makaronesien:
      - Picconia azorica (Tutin) Knobl.: Die Heimat sind die Azoren.[8]
      - Picconia excelsa (Aiton) DC.: Die Heimat sind die Kanaren und Madeira.[8]

    - Priogymnanthus P.S.Green: Die nur drei Arten sind von Ecuador bis ins nordöstliche Argentinien verbreitet.[8]
    - Tetrapilus Lour. (Syn.: Olea subgenus Tetrapilus, Pachyderma Blume, Picricarya Dennst.): Sie wurde 2020 im Rang einer Gattung reaktiviert enthält seither die Arten der ehemaligen Untergattung Olea subgenus Tetrapilus. Die etwa 23 Arten sind von subtropischen bis tropischen Gebieten vom Indischen Subkontinent über Indochina und die China bis  Malesien verbreitet.[8][7][13]

## Nutzung
Es werden einige Arten aus folgenden Gattungen genutzt: Fraxinus und Forsythia (medizinisch und als Zierpflanze); Jasminum (Jasminöl), Osmanthus (Duftblüte) und Syringa (als Gewürz und als Zierpflanze); Olea (Olivenbaum, Olea europaea, die Frucht und das Öl) und Fraxinus (das Holz).